# Georg Denzler
Georg Denzler (* 19. dubna 1930, Bamberk) je německý emeritní profesor teologie a církevní historik.

## Život
Georg Denzler vystudoval katolickou teologii. Dne 31. července 1955 obdržel kněžské svěcení. Od roku 1971 působil jako profesor církevních dějin na Univerzitě Otto-Friedricha v Bamberku.
V dubnu 1973 se mu narodil syn. Téhož roku se oženil, později se stal také otcem dcery. Papeže Pavla VI. požádal o dispens od povinnosti celibátu, jeho žádost však byla zamítnuta. Jako kněz byl tedy suspendován, s čímž se však nesmířil.
Je spoluautorem publikace o dějinách a současnosti papežství. Věnoval se také tématu kněží v Třetí říši a vztahy mezi ní a Vatikánem.

## Dílo
- Vatikán: Význam – Dějiny – Umění, Karmelitánské nakladatelství, 2007, ISBN 978-80-7195-164-3
- Zakázaná slast. Dva tisíce let křesťanské sexuální morálky, Centrum pro studium demokracie a kultury, 1999, ISBN 80-85959-48-8
- Dějiny celibátu, 	Centrum pro studium demokracie a kultury, 2000, ISBN 80-85959-61-5